# Barolong (sottodistretto)
Barolong è uno dei quattro sottodistretti del distretto Meridionale nel Botswana.

## Villaggi
- Bethel
- Borobadilepe
- Digawana
- Dikhukhung
- Dinatshana
- Ditlharapa
- Gamajalela
- Gathwane
- Good Hope
- Hebron
- Kangwe
- Kgoro
- Lejwana
- Leporung
- Logagane
- Lorwana
- Mabule
- Madingwana
- Magoriapitse
- Makokwe
- Malokaganyane
- Marojane
- Metlobo
- Metlojane
- Mmakgori
- Mmathethe
- Mogojogojo
- Mogwalale
- Mokatako
- Mokgomane
- Molete
- Motsentshe
- Musi
- Ngwatsau
- Papatlo
- Phihitshwane
- Pitsana-Potokwe
- Pitsane Siding
- Pitshane Molopo
- Rakhuna
- Ramatlabama
- Sedibeng
- Sekhutlane
- Sheep Farm
- Tlhareseleele
- Tshidilamolomo
- Tswaaneng
- Tswagare/Lothoje/Lokalana
- Tswanyaneng

## Località
- Bodumatau
- Botswana Vaccine Institute R
- Dihudi ga dintsi
- Dikgatlhong
- Dikgatlhong Research Station
- Dikhana
- Dikopanye
- Dinareng / Setimeleng
- Dintsana
- Dipineng
- Direthe
- Dithotana
- Ditshukudung
- Dodi Farm 3
- Eearust
- Gadinakanyane
- Gakikana
- Galekosha
- Galepulane
- Galonakana
- Galuke/Marapoanche
- Gamabua
- Gamagangwa
- Gamajalela Lands
- Gamatlhaku
- Gamatsetsakgabe
- Gamelongwana
- Gamojela
- Gamokope/Phetaba
- Gamokoto
- Gaphatshwanyane
- Gaseremane
- Gatampa
- Gatintana
- Gatsaube
- Gatuma
- Golokabana
- Goodhope Ranch
- Goosen Farm
- Gopong
- Itekeng
- Kabe
- kakweyane
- Kalcon Camp
- Kangwe Lands
- Kgajane
- Kgakabanna
- Kgalola
- Kgaolo Mahudiso
- Kgogosane
- Kgole
- Kgono
- Khonyana
- Kobosi
- Kutlokgolo
- Kwaadira
- Kwatlapa
- Kwau
- Leitlho la Tau
- Lenyaphiri
- Leporung lands
- Lesibing
- Letlapana
- Loherwana
- Lokabi
- Lokgalo
- Lokgalo
- Longaneng/ Dithotana
- Maelo
- Magoriapitse lands/ Magoriap
- Mahubakgama
- Majwaneng
- Makakakgang
- Makhujang
- Malelalo
- Maleru
- Marapalalo
- Maratadima
- Marathadibe
- Marojana
- Marojane
- Maruswa
- Maswaswa
- Matasalalo
- Mathabaswane
- Matlakeng
- Matlapeng
- Matlhakane
- Matshwiisa
- Mekwele
- Metlobo Lands
- Metsimonate
- Mmabelema
- Mmabelemo
- Mmadikaloo
- Mmakgori Lands
- Mmalekalaka
- Mmalore
- Mmapulane
- Mmathethe Cattle Post
- Mogobe wa Dikgama
- Mogobe-wa-Dikgomo
- Mogwalale Lands
- Mokakakgang
- Mokgomane Lands
- Molefi Ranch
- Moletse
- Monkge Farm
- Morapedi Ranch
- Morenane
- Moretlhwane
- Morokolwane
- Morwatubana
- Moselebe
- Mosepetse
- Moshupa
- Mothethwa
- Mothoke
- Motlhaba-wa-Dikhana
- Motlotswana
- Motsentshe
- Motsing
- Mphabatho
- Musi Ranch No 1
- Musi Ranch No 2
- Ngwabii
- Ntlhantlhe
- Ntsatshetlhana
- Ntsolwane
- Papa ya Morotsi
- Papa-ja-Thama
- Papa-ya-Morotsi
- Paralatlou
- Phakane
- Phanyane AI Camp
- Phirientsho
- Phiring
- Phuting
- Ponpong
- Pudusetsa
- Radibuana
- Rahube farm
- Rakhuna BDF Camp
- Ramatlabama Works Camp
- Ramatlabama Works Camp
- Ramatlabana AI Camp
- Ramatlawela
- Rampotokwane
- Roads Camp
- Rolong Land Board Phayane Rc
- Rural Roads Team One Camp
- Sedibeng Ranch
- Sehikile
- Sekhutlane Cattlepost
- Sekhutlane Lands
- Seko
- Sekokwane
- Sekolopelo
- Sekwerenyane
- Sekwerenyane Cattle Post
- Seokangwane
- Serogwe
- Shadi
- Swaolophuthi
- Takatshweu
- Tauekaname
- Thipe
- Thuologwane
- Tladingwane
- Tlakgama
- Tlolobe
- Tshelwane
- Tshipane
- Tshutlhe
- Tswaagare
- Tswaanyaneng Lands
- Tswaanyaneng/Maruapula
- Tswagare
- Tswasi
- Welman Farm